# Liste der Gouverneure von Macau
Portugiesische Gouverneure von Macau

## 17. Jahrhundert
- 7. Juli 1623 – Francisco Mascarenhas
- 19. Juli 1626 – Filipe Lobo, Jeronimo da Silveira
- 1. Dezember 1631 – Manuel da Camara da Noronha
- August 1636 – Domingis da Camara da Noronha
- August 1638 – Sebastião Lobo da Silveira
- August 1645 – Luís de Carvalho e Sousa
- August 1647 – João Pereira
- August 1650 – João de Sousa Pereira
- August 1654 – Manuel Tavares Bocarro
- 22. Juli 1664 – Manuel Borges da Silva
- 31. August 1667 – Alvaro da Silva
- 20. Juli 1670 – Manuel Borges da Silva
- 20. Juli 1672 – António Barbosa Lobo
- 10. Dezember 1678 – António de Castro Sande
- 10. Dezember 1679 – Luís de Melo Sampaio
- 10. Dezember 1682 – Bechior do Amaral de Meneses
- 5. Juli 1685 – António de Mesquita Pimentel
- 31. Juli 1688 – André Coelho Vieira
- 21. Juli 1691 – Francisco da Costa
- 23. November 1693 – António da Silva e Melho
- 21. Juli 1694 – Gil Vaz Lobo Freire
- 17. August 1697 – Cosme Rodrigues de Carvalho e Sousa
- 28. September 1697 – Leal Senado da Camara
- 9. August 1698 – Pedro Vaz de Siqueira

## 18. Jahrhundert
- 5. August 1700 – Diogo de Melo Sampaio
- 22. Juli 1702 – Pedro Vaz de Sequeira
- 15. August 1703 – José da Gama Machado
- 5. August 1706 – Diogo do Pinho Teixeira
- 28. Juli 1710 – Francisco de Melo e Castro
- 11. Juni 1711 – António de Sequeira de Noronha
- 18. Juli 1714 – Francisco de Alarcão Sotto-Maior
- 30. Mai 1718 – António de Albuquerque Coelho
- 9. September 1719 – António da Silva Telo e Meneses
- 19. August 1722 – Cristovão de Severim Manuel
- 6. September 1724 – António Carneiro de Alcacova
- 11. August 1727 – António Moniz Barreto
- 18. August 1732 – António de Amaral Meneses
- 15. Januar 1735 – João do Casal
- 4. August 1735 – Cosme Damião Pinto Pereira
- 25. August 1738 – Diogo Pereira
- 25. August 1743 – António de Mendonça Côrte-Real
- 30. August 1747 – António José Teles de Meneses[1]
- 2. August 1749 – Diogo Fernandes Salema e Saldanha
- 29. Juli 1752 – Rodrigo de Castro
- 14. Juli 1755 – Francisco António Pereira Coutinho
- 1. Juli 1758 – Diogo Pereira
- 4. Juli 1761 – António de Mendonça Côrte-Real
- 14. Juli 1764 – José Placido de Matos Saraiva
- 19. August 1767 – Diogo Fernandes Salema e Saldanha
- 29. Juli 1770 – Rodrigo de Castro (2. Amtszeit?)
- 26. Juli 1771 – Diogo Fernandes Salema e Saldanha
- 27. Januar 1777 – Alexdra da Silva Pedrosa Guimares
- 1. August 1778 – José Vicente da Silveira Meneses
- 5. Januar 1780 – António José da Costa
- 28. August 1781 – Francisco de Castro
- 18. August 1783 – Bernardo Aleixo de Lemos e Faria
- 21. Juli 1788 – Francisco Xavier de Mendonca Corte-Real
- 18. Juli 1789 – Lazaro da Silva Ferreira and Manuel António Costa Ferreira
- 29. Juli 1790 – Vasco Luís Carneiro de Sousa e Faro
- 27. Juli 1793 – José Manuel Pinto
- 8. August 1797 – Cristovão Pereira de Castro

## 19. Jahrhundert
- 8. August 1800 – José Manuel Pinto
- 8. August 1803 – Caetano de Sousa Pereira
- 8. August 1806 – Bernardo Aleixo de Lemos e Faria
- 26. Dezember 1808 – Lucas José de Alvarenga
- 19. Juli 1810 – Bernardo Aleixo de Lemos e Faria
- 19. Juli 1814 – Lucas José de Alvarenga
- 19. Juli 1817 – José Osorio de Castro de Albuquerque
- 19. August 1822 – Major Paulino da Silva Barbosa
- 23. September 1823 – Conselho de Governo
- 28. Juli 1825 – Joaquim Mourão Garces Palha
- 15. November 1827 – Conselho de Governo
- 7. Juli 1830 – João Cabral de Estefique
- 3. Juli 1833 – Bernardo José de Sousa Soares Andrea
- 22. Februar 1837 – Adrião Acacio da Silveira Pinto
- 3. Oktober 1843 – José Gregorio Pegado
- 21. April 1846 – João Ferreira do Amaral
- 22. August 1849 – Conselho de Governo
- 30. Mai 1850 – Pedro Alexandrino da Cunha
- 7. Juli 1850 – Conselho de Governo
- 3. Februar 1851 – Francisco António Goncalves Cardoso
- 19. November 1851 – Isidoro Francisco Guimaraes
- 22. Juni 1863 – José Rodrigues Coelho do Amaral
- 26. Oktober 1866 – José Maria da Ponte e Horta
- 3. August 1868 – António Sergio de Sousa
- 23. März 1872 – Januário Correia de Almeida
- 7. Dezember 1874 – José Maria Lobo de Avila
- 31. Dezember 1876 – Carlos Eugenio Correia da Silva
- 28. November 1879 – Joaquim José da Graça
- 23. April 1883 – Tomaz de Sousa Rosa
- 7. August 1886 – Firmino José da Costa
- 5. Februar 1889 – Francisco Teixeira da Silva
- 16. Oktober 1890 – Custódio Miguel de Borja
- 24. März 1894 – José Maria de Sousa Horta e Costa
- 12. Mai 1897 – Eduardo Augusto Rodrigues Galhardo

## 20. Jahrhundert
- 12. August 1900 – José Maria de Sousa Horta e Costa
- 5. April 1904 – Martinho Pinto de Queiros Montenegro
- 6. April 1907 – Pedro de Azevedo Coutinho
- 18. August 1908 – José Augusto Alves Roçadas
- 22. September 1909 – Eduardo Augusto Marques
- 17. Dezember 1910 – Alvaro de Melo Machado
- 14. Juli 1912 – Anibal Augusto Sanches de Miranda
- 10. Juni 1914 – José Carlos da Maia
- 5. September 1916 – Manuel Ferreira da Rocha und Augusto Vieira de Matos
- 12. Oktober 1918 – Artur Tamagnini de Sousa Barbosa
- 23. August 1919 – Henrique Monteiro Correia da Silva
- 5. Januar 1923 – Rodrigo José Rodrigues
- 18. Oktober 1925 – Manuel Firmino de Almeida Maia Magalhães
- 8. Dezember 1926 – Artur Tamagnini de Sousa Barbosa
- 30. März 1931 – Joaquim Anselmo de Mata Oliveira
- 21. Juni 1932 – António José Bernardes de Miranda
- 11. April 1937 – Artur Tamagnini de Sousa Barbosa
- 29. Oktober 1940 – Gabriel Mauricio Teixeira
- 1. September 1947 – Albano Rodrigues de Oliveira
- 23. November 1951 – Joaquim Marques Esparteiro
- 8. März 1957 – Pedro Correia de Barros
- 18. September 1959 – Jaime Silverio Maarques
- 17. April 1962 – António Adriano Faria Lopes dos Santos
- 25. November 1966 – José Manuel de Sousa und Faro Nobre de Carvalho
- 19. November 1974 – José Eduardo Martinho Garcia Leandro
- 28. November 1979 – Nuno Viriato Tavares de Melo Egidio
- 16. Juni 1981 – Vasco Leotte de Almeida Costa
- 15. Mai 1986 – Joaquim Germano Pinto Machado Correia da Silva
- 9. Juli 1987 – Carlos Montez Melancia
- 23. April 1991 – Vasco Joaquim Rocha Vieira